# کتاب‌شناسی علی بن موسی الرضا
کتاب‌شناسی برای علی بن موسی الرضا (۱۴۸–۲۰۳ ه‍.ق)، ملقب به رضا و ابوالحسن، هشتمین امام شیعیان دوازده امامی بعد از پدرش موسی کاظم و پیش از پسرش محمد تقی می‌باشد. علی بن موسی در شهر مدینه متولد و در دیار توس از دنیا رفت. علی بن موسی، موضوع بسیاری از کتاب‌های تالیف شده می‌باشد؛ این کتاب‌ها در حوزه‌های مختلف هر کدام با سبکی خاص به: زندگی‌نامه، وقایع زندگی، گفتارها و کردارها، ادبیات، هنر، کتابشناسی و... پرداخته‌اند.

## تقسیم بندی بر اساس موضوع
علی بن موسی الرضا، امام هشتم شیعیان دوازده امامی است که به جهات مختلف، علت برای دست به قلم شدن اهالی قلم شده‌است. در یک موضوع بندی کلی، می‌توان آثار تألیف شده درباره وی را به موارد زیر تقسیم نمود:

### زندگی‌نامه
- «زندگی سیاسی هشتمین امام حضرت علی بن موسی الرضا (ع)» سیدجعفر مرتضی عاملی، ترجمه سیدخلیل خلیلیان
- «پژوهشی دقیق در زندگانی امام علی بن موسی الرضا»؛ باقر شریف قرشی، ترجمه جاسم رشید و سید محمد صالحی
- «زندگانی حضرت علی بن موسی الرضا (ع) و سخنان آن حضرت در علوم مختلف»؛ سید محمدصادق هاشمی
- «زندگانی ثامن الائمه امام علی بن موسی الرضا (ع)»؛ سید محمدتقی مدرسی، ترجمه محمدصادق شریعت
- «زندگانی حضرت امام علی بن موسی الرضا (ع)»؛ عمادالدین حسین اصفهانی
- «زندگانی هشتمین امام شیعیان حضرت رضا (ع)»؛ محمدعلی ماهوان
- «زندگانی حضرت امام علی الرضا (ع)، گزیده‌ای از منتهی الآمال محدث قمی»؛ رضا استادی
- «پنجره فولاد، روایتی از زندگی شمس الشموس، علی بن موسی الرضا»؛ امیر صادقی گیوی
- «میهمان آسمانی: تجزیه و تحلیل زندگی سیاسی حضرت رضا (ع)»، علی‌محمد بشارتی
- «پیشوای مهر، سیری بر زندگانی امام هشتم (ع)»؛ سیدحسین اسحاقی
- «امام رضا (ع) از مدینه تا مرو»؛ حسین حسین پور و شهروز ذوالفقاری
- «گزارش لحظه به لحظه از سفر امام رضا (ع) به ایران»، محمدرضا انصاری
- «ماه غریب من، داستان زندگی امام رضا (ع)»؛ مجید ملامحمدی
- «زندگانی امام علی بن موسی الرضا (ع)»؛ موسی خسروی
- «نگاهی بر زندگی امام رضا(ع)»؛ محمد محمدی اشتهاردی
- «علی بن موسی(ع)، امام رضا(ع)»؛ مرضیه محمدزاده
- «چکیده زندگانی امام رضا (ع)»؛ حسین استادولی
- «وصف آفتاب، ولادت تا شهادت امام رضا (ع)»؛ محمدحسین پورامینی
- «شب آفتابی خراسان، زندگانی امام رضا(ع)»؛ محسن پارسا
- «جغرافیای تاریخی هجرت امام رضا (ع) از مدینه تا مرو»؛ جلیل عرفان‌منش
- «امام رضا (ع) در رزمگاه ادیان»؛ سهراب علوی
- «هجرت کریمه، بررسی دوران امام رضا (ع) و علل هجرت حضرت معصومه (س)»؛ فرزانه نیکوبرش
- «زندگانی امام محمد بن علی الباقر و امام جعفر بن محمد الصادق و امام موسی بن جعفر و امام علی بن موسی الرضا و...»؛ جواد فاضل
- «زندگی امام علی بن موسی الرضا (ع) مأمن بی‌پناهان، چهارده نور پاک یا جوانان در محضر پیشوایان»؛ عبدالرحیم عقیقی بخشایشی
- «آشنایی با قبله هفتم امام هشتم (ع) شامل شرح حال علی بن موسی الرضا(ع) از ولادت تا شهادت»؛ محمدباقر حسینی زفره‌ای اصفهانی

### ولایتعهدی
کتاب‌های بسیاری با موضوع ولایتعهدی علی بن موسی الرضا به رشته تحریر درآمده است، از جمله:
- «ولایة عهدالرضا»؛ سید کاظم حیدری
- «امام رضا (ع) و ایران»؛ سید حسین حر
- «نورالعین»، امیرمحمد نصیر بن محمد معصوم
- «چرا امام ولایتعهدی را پذیرفت»؛ علی‌اکبر مهدی‌پور
- «ولایتعهدی حضرت رضا (ع)»؛ علی موحدی ساوجــی
- «ولایة العهد للامام الرضا (ع)»؛ محمدمهدی شمس الدین
- «کتاب ولایتعهدی امام رضا علیه‌السلام»؛ مرتضی مــطهری
- «ولایة العـهد بین الامام و المأمون»؛ سید جواد شهرسـتانی
- «نگاهی به زندگی و ولایتعهدی امام رضا (ع)»؛ سید محمد مرتضوی
- «نگاهی به زندگی و ولایتعهدی امام رضا (ع)»؛ محمدعلی امینی
- «هدف مأمون از طرح ولایتعهدی امام رضا (ع)»؛ سیدابراهیم سجادی
- «پیمان نامه ولایتعهدی حضرت رضا (ع)»، سید علی‌اکبر واعظ موسوی
- «الرضا و المأمون و ولایة العهد و صفحات من التاریخ العباسی»؛ حسن امین
- «فرصت ولایتعهدی امام رضا (ع) در نشر معارف اسلامی»؛ محمدتقی فلسفی
- «زندگانی علی بن موسی الرضا (ع) از ولیعهدی تا شهادت»؛ محمدرضا مقدسیان
- «واکنش مردم کوفه نسبت به ولایتعهدی علی بن موسی الرضا (ع)»؛ مهدی جلیلی
- «سیری در علل سیاسی واگذاری ولایتعهدی به امام رضا (ع)»؛ محمدحسین مصلی‌نژاد
- «استمرار انقلاب عاشورا در ولایت عهدی امام رضا (ع)»؛ سید علی حسینی خامنه‌ای
- «تأثیر ولایتعهدی علی بن موسی الرضا (ع) بر قیام‌های علوی دوره خلافت مأمون»؛ مهدی جلیلی
- «ولایتعهدی امام رضا (ع)، زمینه‌ها و علل طرح، پذیرش و موضع‌گیری‌ها، آثار و پیامدها»؛ سید ذبیح‌الله حسینی

### احادیث و تعالیم
- «عیون اخبار الرضا (ع)»؛ شیخ صدوق
- «ص‍ح‍ی‍ف‍ه ال‍رض‍ا (ع)»؛ جواد قیومی اصفهانی
- «فقه الرضا یا فقه الرضوی یا الفقه»؛ منسوب به علی بن موسی الرضا
- «رساله تمام الشریعه المصطفویه فی اصول الدین»؛ منسوب به علی بن موسی الرضا
- «رساله ذهبیه، آموزه‌های بهزیستی و تندرستی امام رضا (ع)»؛ منسوب به علی بن موسی الرضا، ترجمه محمد دریایی
- «الانوار الوضیه فی العقائد الرضویه»؛ حسین بن محمد عصفور بحرانی رازی
- «صحیفة الامام الرضا»؛ فضل بن حسن طبرسی
- «مکاتیب الامام الرضا»؛ علی احمدی میانجی
- «اخبار و آثار حضرت رضا (ع)»؛ عزیزالله عطاردی
- «التعلیقة علی الفوائد الرضویه یا شرح حدیث رأس الجالوت»؛ قاضی سعید قمی
- «شرح حدیث عمران الصابی»؛ قاضی سعید قمی
- «شرح حدیث عمران الصابی»؛ سید کاظم رشتی
- «طب الرضا (ع) و طب الصادق (ع)»؛ ترجمه زین العابدین کاظمی خلخالی
- «الامثال و الحکم المستخرجة من کلمات الامام الرضا(ع)»؛ محمد غروی
- «مسند الامام الرضا»؛ داود بن سلیمان بن یوسف الغازی
- «دارالشفاء امام رضا (ع)»، جابر رضوانی
- «مقاله‌نامه امام رضا (ع)»؛ طاهره مهاجرزاده
- «رسالة فی تحقیق حال الکتاب المعروف بفقه الرضا یا رسالة فی عدم ثبوت حجیة فقه الرضا»؛ میرزا محمد هاشم موسوی خوانساری اصفهانی
- «فرد و جامعه متعالی در کلام امام رضا (ع)، توصیه‌های امام رضا (ع) به شیعیان به نقل از حضرت عبد العظیم»؛ محمد شجاعی
- «مدرسه آل الرضا (ع)، ۳۶۵ حدیث برگزیده از امام رضا و فرزندان بزرگوارشان»؛ علی اکبر جاهدی
- «قرآن کریم از منظر امام رضا»؛ عبدالله جوادی آملی
- «حکمت‌های رضوی، فرهنگ موضوعی از سخنان کوتاه امام رضا (ع)»؛ محمدجواد مروجی طبسی
- «فضایل الاشهر الثلاثه و صیامها فی احادیث الرضا (ع)»؛ محمدجواد مروجی طبسی
- «مناظرات تاریخی امام رضا (ع) با پیروان مذاهب و مکاتب دیگر»؛ ناصر مکارم شیرازی
- «التفسیر المرتضی للامام علی بن موسی الرضا»؛ محمدکاظم بهنیا و مرتضی طاهری
- «قبله هفتم؛ پرسش‌های شما، پاسخ‌های امام رضا (ع)»؛ طاهر خوش
- «احادیث صعب و مشکل امام هشتم»؛ حسن علامه مصطفوی
- «حدیث امام رضا (ع)»؛ مهدی نیلی‌پور
- «چهل داستان و چهل حدیث از امام رضا (ع)»؛ عبدالله صالحی
- «راویان امام رضا (ع) در مسند الرضا»؛ عزیزاالله عطاردی
- «فرازهایی از سخنان امام رضا (ع)»؛ محمد حکیمی
- «جوامع الحکم یا سخنان کوتاه حضرت رضا (ع)»؛ عزیزالله عطاردی
- «نقش امام رضا (ع) در حدیث شیعه»؛ صغری محبی‌پور
- «هشتاد و هشت کلام از هشتمین امام رضا (ع) به هشت زبان»؛ حسین حائری، ترجمه شیخی، جلالی، باباپور، محمدهاشم، ارجمند، وثوقی، ابوالقاسمی، کاظم‌زاده، شکورزاده، تورسان‌زاد
- «هزار و یک حدیث رضوی جامع الاحادیث امام رضا (ع) مشتمل بر احادیث امام هشتم (ع)»؛ مهدی قربانی
- «چهل حدیث از امام رضا (ع)»؛ شراره شرفی
- «درس‌هایی از توحید و نبوت از زبان امام ششم و امام هشتم(ع)»؛ علی عبدالملکی
- «بازتاب نور، شرح خطبه توحیدی امام رضا (ع)»؛ محمد شجاعی
- «امام (ع) یگانه دوران، جلوه‌های امامت و ولایت در کلام امام رضا (ع)»؛ مرتضی طاهری
- «ژرفای امامت، کاوشی در خطبه تاریخی امام رضا (ع) درمرو»؛ مرتضی طاهری
- «غدیر در کلام امام رضا (ع) به پنج زبان فارسی، عربی، ترکی، انگلیسی و آذری»؛ عظیم سرودلیر
- «ولایت و عترت (طاهره) در کلام امام رضا (ع)»؛ عظیم سرودلیر
- «آفتاب در نگاه خورشید»؛ مرتضی طاهری
- «اندیشه‌های سبز، بررسی و تحلیل فلسفی و کلامی مناظره‎های امام رضا (ع)»؛ سیدباقر سیدی بنابی
- «مناظره امام رضا (ع) با جمعی از علماء ادیان و ملل غیر اسلامی؛ احمد بن علی طبرسی»، ترجمه مرتضی آقاتهرانی
- «مجموعه احادیث پزشکی امام رضا (ع)»؛ روح‎ الله اسلامی خرمی

### سیره و سنت
- «امام رضا (ع)»؛ مجید کوثری[[عزیزالله عطاردی قوچانی|| از سلسله مباحث در مورد                              |
|                                                     |
| زندگی                                               |
| میراثآثار و گفتاوردها دربارهٔ علی بن موسی دیگر میراث |
| شناخت‌نامه                                           |
| مقاله‌های وابسته                                     |
| رده:علی بن موسی الرضا گفتارها درگاه اسلام           |
| ن ب و                                               |]]
- «امام رضا (ع)»؛ محمدرضا ناجی
- «سیره امام رضا (ع)»؛ محمد صالحی
- «امام رئوف»؛ مظهر حاجیان حسین‌آبادی
- «ویژگی‌های فقه امام رضا (ع)»؛ جواد مقصودی
- «چهل حدیث سیره رضوی (ع)»؛ محمود احمدیان
- «حکمت نامه رضوی»؛ محمد محمدی ری شهری
- «سیره سیاسی امام رضا (ع)»؛ محمدباقر پورامینی
- «شمس ولایت حضرت رضا (ع)»؛ یدالله بهتاش
- «بارانی از ستاره، امام رضا (ع)»؛ مهدی وحیدی صدر
- «خورشید مشرق، امام رضا (ع)»؛ عباس عطاری کرمانی
- «مهارت های زندگی در سیره ی رضوی»؛ محمدرضا شرقی
- «گزیده کتاب شناسی امام رضا (ع)»؛ هادی ربانی
- «داستان هایی از کرامات امام رضا (ع)»، علی یزدی
- «الگوهای رفتاری حضرت امام رضا (ع)»؛ محمدحسین نوحه خوان
- «امام رضا (ع) امام هشتم شیعیان»؛ سید سعید ارجمند هاشمی
- «امام علی بن موسی الرضا (ع)»، امام رأفت و معرفت؛ احمد ترابی
- «ره توشه عاشقان امام رضا (ع)»؛ علیرضا سبحانی نسب
- «نیایش‌ها و زیارت‌ها، زیارت نامه امام رضا (ع)»؛ سید مهدی شجاعی
- «فلسفه الهی از منظر امام رضا (ع)»؛ عبدالله جوادی آملی
- «منزلت زیارت، ویژگی‌ها و آداب زیارت امام رضا (ع)»، محمدباقر پورامینی
- «سبک زندگی، منشور زندگی در منظر امام رضا (ع)»؛ محمدباقر پورامینی
- «سیمای تابناک رضوی در آئینه حدیث، تاریخ و ادب فارسی»؛ احمد وفایی بصیر
- «مسیحای طوس، چهل کرامت برگزیده از امام رضا (ع)»؛ حمید احمدی جلفایی
- «ماه هشتم، شناخت‌نامه امام علی بن موسی الرضا (ع)»؛ مهدی غلامعلی
- «اهمیت نماز در سیره عملی و گفتاری امام رضا (ع)»؛ غلامرضا اکبری
- «سیره علمی و عملی امام رضا (ع)»؛ عباسعلی زارعی سبزواری
- «شیوه دعا و نیایش در بیان علی بن موسی الرضا (ع)»؛ احمد آقایی
- «امام رضا (ع) الگوی زندگی»؛ حبیب‌الله احمدی
- «ترجمه جلد دوازدهم بحارالانوار علامه مجلسی»؛ موسی خسروی
- «تفسیری بر احتجاج امام علی بن موسی الرضا (ع ) با عمران صابی»؛ محمدتقی جعفری
- «حضرت رضا (ع)»؛ فضل‌الله کمپانی
- «جنبه های اخلاقی و سیره علمی حضرت رضا (ع)»؛ سید هاشم رسولی
- «ارمغان ملکوت، نگاهی به کرامات امام رضا (ع)»؛ حبیب‌الله میرزائی
- «شفایافتگان از متوسلین به امام رضا (ع)»؛ محمد غفوری
- «تحفه شاهیه عباسیه؛ محمد نصیرالدین بن قاضی»، ترجمه حموی یزدی
- «امام رضا (ع) و قرآن، جایگاه وحی در معارف رضوی»؛ غلامرضا اکبری زیبدی
- «امام رضا (ع) به روایت اهل سنت، زندگی، شخصیت، روایت، امامت، ولایت عهدی، کرامت، زیارت»؛ محمدمحسن طبسی
- «امام رضا (ع) در آثار دانشمندان اهل سنت»؛ محمدرضا عطائی
- «آثار حضور و برکات امام رضا (ع) در ایران»؛ محمدجواد جعفرنژاد
- «معیارهای اقتصادی در تعالیم رضوی»؛ محمد حکیمی
- «نقش رهبری حضرت امام رضا (ع)»؛ سیدمحمد شیرازی، ترجمه محمٌدباقر فالی
- «مهارت‌های زندگی در سیره‌ی رضوی»؛ محمّدرضا شرفی
- «آیین زندگی از دیدگاه امام رضا (ع)»؛ محسن کتابچی
- «رفتارهای اجتماعی امام رضا (ع)»؛ سیده ستاره هاشمی قادی
- «رفتارهای اخلاقی و اجتماعی امام رضا (ع)»؛ محمدعلی چنارانی
- «اقتصاد در تعالیم امام رضا (ع)»؛ محمدرضا یوسفی
- «وصال دوست، نماز در سیره و گفتار امام رضا (ع)»؛ رحیم کارگر و محمد یاری
- «اخلاق تربیتی امام رضا (ع)»؛ جواد محدثی
- «اخلاق رضوی، درس‌هایی برای زندگی از امام رضا (ع)»؛ ولی‌الله ملکوتی‌فر
- «الامام علی بن موسی الرضا (ع) منادی توحید و امامت»؛ محمدجواد معینی و احمد ترابی
- «زندگی به سبک خورشید (سیری در سیره و سبک زندگی امام رضا (ع))»؛ مهدی غلامعلی
- «مهر ولایت در آسمان ایران، نگاهی به زندگی و ابعاد شخصیتی حضرت رضا (ع)»؛ علی کریمی جهرمی
- «آموزه‌های طبی و بهداشتی امام رضا (ع)، تحلیل‌های علمی طب الرضا (ع) بر اساس طب نوین»؛ محمد دریایی
- «شخصیت و سیره امام سجاد(ع)، امام باقر(ع)، امام صادق(ع)، امام کاظم (ع) و امام رضا(ع)»؛ سید علی حسینی خامنه‌ای
- «عشق هشتم، نگاهی نو به زندگی و زمانه حضرت معصومه (س) و امام رضا (ع)»؛ کمال السید، ترجمه حسین سیدی
- «معجم ما کتب عن الامام علی بن موسی الرضا (ع)»؛ عبدالجبار الرفاعی القحطانی
- تمدن رضوی: مولفه های تمدن ساز در مکتب سیاسی امام رضا (ع)؛ موسی نجفی [۱]

### ادبیات، هنر و داستان
- «مینوی نگاه تو، مجموعه داستان‌های کوتاه بر اساس زندگی امام رضا (ع)»؛ زهره عارفی
- «اقیانوس مشرق»؛ مجید پورولی
- «ولادت»؛ سعید تشکری
- «هفت قدم تا تو، بازخوانی زیارت هفت حدیث امام رضا (ع)»؛ زهرا نوری لطیف
- «در حضور دریا، گزیده اشعار در مدح امام رضا (ع)»؛ حسین علیزاده
- «پنجره هشتم، نثر ادبی پیرامون امام رضا (ع)»؛ عبدالرحیم سعیدی راد
- «رضا، رضا، داستانی بر اساس زندگی امام رضا (ع)»؛ فریبا کلهر
- «ائر پیاده امام رضا (ع)»؛ عباس فرهادیان
- «دخیل عشق»؛ مریم بصیری
- «آفتاب هشتمین»؛ لیلا شمس
- «با کبوترهای گنبد؛ سروده‌هایی درباره امام رضا (ع) برای نوجوانان»؛ سیداحمد میرزاده
- «حافظ و قبله هفتم؛ دریافت‌هایی در خصوص قبله هفتم امام هشتم حضرت امام رضا (ع) از ابیات حضرت حافظ»؛ سید عباس موسوی مطلق
- «خورشید خراسان، تاریخ و جامع شعر حضرت امام رضا (ع)»؛ امیراسماعیل آذر
- «خورشید ولایت، برگزیده اشعار مسابقه ادبی خورشید ولایت حضرت امام رضا(ع)»؛ اداره کل ارشاد اسلامی خراسان
- «زندگانی و سیره اهل بیت (ع) برای نوجوانان، حضرت امام رضا(ع)»؛ لطیف راشدی و محمدرضا راشدی
- «سفرنامه‌ای که گم شد؛ براساس سفر امام رضا (ع) از مدینه به مرو در سال ۲۰۰ هجری»؛ فریبا کلهر
- «پنجره فولاد»؛ امیر صادقی
- «بی تو یک‌ سال»؛ نجمه کتابچی
- «یک قمقمه دریا، صد قصه و نکته از زندگی امام رضا (ع)»؛ محمدهادی زاهدی
- «آفتاب هشتمین»؛ لیلا شمس

### کتابشناسی
- «گزیده کتابشناسی امام رضا (ع)»، هادی ربانی

## تقسیم بندی بر اساس زبان

### عربی
- «عیون اخبار الرضا»؛ شیخ صدوق
- «الحیاة السیاسیة للامام الرضا»؛ سید جعفر مرتضی عاملی
- «ص‍ح‍ی‍ف‍ه ال‍رض‍ا (ع)»؛ منسوب به علی بن موسی الرضا
- «صحیفة الامام الرضا»؛ فضل بن حسن طبرسی
- «فقه الرضا یا فقه الرضوی یا الفقه»؛ منسوب به علی بن موسی الرضا
- «رساله تمام الشریعه المصطفویه فی اصول الدین»؛ منسوب به علی بن موسی الرضا
- «رساله ذهبیه»؛ منسوب به علی بن موسی الرضا
- «الانوار الوضیه فی العقائد الرضویه»؛ حسین بن محمد عصفور بحرانی رازی

### انگلیسی
«کتاب فرازهایی از زندگانی امام رضا (ع)»؛ محمدرضا حکیمی

### اردو
«سیره سیاسی مبارزاتی امام رضا (ع)»؛ کوثر عباس موسوی

### سایر زبان‌ها
«کتاب فرازهایی از زندگانی امام رضا (ع)»؛ به زبان‌های روسی، ترکی استانبولی و مالایو؛ محمدرضا حکیمی